# Weeley
 (avril 2023).
Weeley est un village et une paroisse civile de l'Essex, en Angleterre.